# امنیت شبکه برق رسانی
منظور از تأمین امنیت شبکه برق تمامی فعالیت‌هایی است که سیستم‌های خدمات شهری، مدیران و سایر سهامداران در راستای تأمین امنیت شبکه ملی برق انجام می‌دهند. هم‌اکنون شبکه برق آمریکا در حال ایجاد بزرگترین تغییر در شبکه برق‌رسانی خود است که در تاریخ بی‌سابقه بوده و آن تکنولوژی شبکه برق هوشمند است. شبکه هوشمند، به تولیدکنندگان برق و مصرف‌کنندگان برق اجازه می‌دهد که به‌طور موثرتری برق را تولید و مدیریت کنند. مثل سایر فناوری‌های جدید، شبکه هوشمند نیز از نطر امنیت با مشکلاتی رو به رو است.
معمولاً مسئولان خدمات شهری و شرکت‌ها (نظیر سرمایه گذاران، شهرداری یا شرکت‌های تعاونی) مسئول افزایش امنیت اینترنتی این نوع از شبکه‌ها هستتد. مدیران تأسیسات شهری به تازگی شروع به شناخت امنیت سایبری کرده‌اند.
شبکه‌های برق می‌توانند هدف اقدامات نظامی یا تروریستی قرار گیرند. هنگامی که رهبران نظامی آمریکا، نخستین طرح جنگی خود علیه متحدین را در سال ۱۹۴۱ تدوین کردند، شبکه ای که تصمیم داشتند آن را اول از همه مورد حمله قرار دهند، شبکه برق آلمان بود.

## امنیت سایبری
همان‌طور که در سال ۲۰۱۸ نیز شاهدش بودیم، دو تحول عمده در بخش قدرت اقتصادی به وجود آمده‌است. این تحولات می‌توانند کار تأسیسات شهری را در مقابل تهدیدات سایبری سخت‌تر کنند. اولاً، هکرها در فرایند از کار انداختن شبکه‌های برق خبره تر شده‌اند. «حملات هدفمندتر هستند، هکرها به جای اینکه به شبکه‌های شرکت‌ها حمله کنند، به سیستم‌های امنیتی خدمات صنعتی آسیب می‌رسانند». ثانیاً، شبکه‌ها روز به روز گسترده‌تر و همه گیر تر شده‌اند. با پیشرفت رویه " اینترنتی شدن اشیا " جهان می‌تواند کاری کند که تمامی دستگاه‌ها در مقابل حملات اینترنتی آسیب‌پذیر شوند.

## خطر حملات تروریستی
از سال ۲۰۰۶ تا کنون، بیش از ۲۰۰٬۰۰۰ مایل از خطوط انتقال برق با ولتاژ ۲۳۰ کیلو ولت یا بالاتر در ایالات متحده تأسیس شده‌است. مشکل اصلی این است که محافظت از تمام سیستم در مقابل حملات تروریستی امکان‌پذیر نیست. با این حال سناریو چیدن برای حمله به چنین مکان‌هایی کمتر اتفاق می‌افتد؛ زیرا با حمله تروریستی به چنین مکان‌هایی، تنها بخش کوچکی از شبکه کلی مختل می‌شود. به عنوان مثال، حمله به یک برج انتقال برق منطقه‌ای، تأثیر موقت دارد و خیلی زود مشکل قطعی برق برظرف می‌شود. شبکه‌های برق رسانی مدرن و پیشرفته قادرند در مدت زمان کوتاهی، بخش‌هایی از تأسیسات را که در اثر بلایایی طبیعی مانند گردبادها، طوفان، طوفان‌های یخ و زمین لرزه آسیب می‌بینند، بازسازی کنند؛ زیرا شبکه‌های ملی انعطاف‌پذیری لازم را در مقابل چنین حوادثی دارند "حتی اگر گروهی از سازمان‌های بزرگ تروریست‌ها قصد حمله به یک شبکه را داشته باشند، باز هم میزان خسارتی که به وجود می‌آورند، در مقابل خسارت یک گردباد (چه کوچک چه بزرگ) بسیار ناچیز است.
در سال ۲۰۱۶، هکرهای سازمان روسی "Grizzly Steppe" به سیستم‌های رایانه‌ای شرکت خدمات رسانی ایالت ورمانت یعنی شرکت Burlington Electric نفوذ کردند. اما نتوانستند شبکه برق ایالت را مختل کنند. بعدها این شرکت کشف کرد بدافزارها به شبکه برق رسانی متصل نشده بودند.